# Josh Ryan Evans
Joshua Ryan Evans (10. ledna 1982 Hayward – 5. srpna 2002 San Diego) byl americký herec. Proslavil se rolí Timmyho Lenoxe v mýdlové opeře Passions a ztvárněním malého filmovéhoGrinche. Trpěl formou trpasličího vzrůstu achondroplázií, a proto měl vzhled a hlas malého dítěte. Měřil 97 cm.

## Životopis
Narodil se 10. ledna roku 1982 v kalifornském Haywardu. Svou kariéru zahájil ve dvanácti letech účinkováním v různých televizních reklamách. Ve filmu debutoval v roce 1999 jako batole v rodinné komedii Malí géniové. Následující rok si zahrál postavu mladého Grinche (postava Jima Carreyho) ve stejnojmenném filmu. Objevoval se také v epizodních rolích v americký seriálech jako je Sedmé nebe nebo Ally McBealová. Kromě toho ztvárnil postavu Charlese Strattona v televizním filmu P.T. Barnum.
V roce 1999 začal hrát Timmyho v telenovele Passions. Za svou práci v tomto seriálu byl v roce 2000 nominován na cenu Daytime Emmy a v letech 2000 a 2001 získal dvě ceny Soap Opera Digest.
Zemřel 5. srpna 2002 při operaci vrozené srdeční vady. Jeho popel byl uložen ve Forest Lawn Memorial Parku v Hollywood Hills. Ve stejný den zemřela postava Timmyho v seriálu Passions, který byl vysílán tentýž den.

## Filmografie
| Rok       | TitNázevle              | Role             |
| --------- | ----------------------- | ---------------- |
| 1996–1997 | Family Matters          | Stevil           |
| 1998      | Ally McBealová          | Oren Coolie      |
| 1999      | Poltergeist: The Legacy | dabing           |
| 1999      | Arnoldovy patálie       | školák (dabing)  |
| 1999      | Sedmé nebe              | Adam             |
| 1999      | P.T. Barnum             | Tom Thumb        |
| 1999      | Lumpíci                 | chlapec (dabing) |
| 1999–2002 | Passions                | Timmy            |
| 2000      | Grinch                  | mladý Grinch     |